# Forêts méditerranéennes de Chypre
Localisation
Les forêts méditerranéennes de Chypre forment une écorégion terrestre définie par le Fonds mondial pour la nature (WWF), qui couvre l'île de Chypre en Méditerranée orientale. Elle appartient au biome des forêts, zones boisées et maquis méditerranéens de l'écozone paléarctique.
L'île abrite plus de 125 plantes endémiques, dont le cèdre de Chypre (Cedrus brevifolia) et le chêne doré de Chypre (Quercus alnifolia). Elle sert également d'escale pour des  millions d'oiseaux migrateurs entre l'Europe et l'Afrique. Le rat épineux de Chypre (Acomys nesiotes) et la couleuvre de chypre Coluber cypriensis sont endémiques de cette écorégion, ainsi qu'une sous-espèce de mouflon : Ovis orientalis ophion.